# جام خیریه انگلستان ۱۹۹۰
 جام خیریه انگلستان ۱۹۹۰ ، ۶۸امین رقابت سالانه مابین قهرمانان لیگ دسته اول فوتبال انگلستان و جام حذفی فوتبال انگلستان است.
این مسابقه در تاریخ ۱۸ آگوست ۱۹۹۰ مابین تیم‌های منچستر یونایتد و لیورپول در ورزشگاه ومبلی لندن برگزار شده‌است.
این مسابقه با نتیجه یک بر یک به مساوی به پایان رسیده‌است. 

## جزئیات مسابقه
| منچستر یونایتد | ۱ – ۱ | لیورپول            |
| -------------- | ----- | ------------------ |
| بلکمور ۴۴'     |       | بارنس ۵۱' (پنالتی) |